# Kröning
Kröning é um município da Alemanha, localizada no distrito de Landshut, no estado de Baviera.